# Кузнецов, Пётр Васильевич (актёр)
Пётр Васильевич Кузнецов (1881, Санкт-Петербург — 1940, Ленинград) — советский актёр, режиссёр; артист Суворинского театра на Фонтанке (1910-е гг). Ведущий актёр труппы театра «Гиньоль». Постановщик спектаклей «Кончитта», «Он», «Тайна „Пороховой бочки“», «Спасайтесь».

## Биография
Пётр Васильевич Кузнецов родился в 1881 году в Санкт-Петербурге. Отец, Василий Ильич Кузнецов, — антиквар, поставщик Императорского двора.
Супруга — актриса Кузнецова Инна Сергеевна, в девичестве — Короглуева, 1897—1970, а анонсах указывалась также как Кор-Оглуева, иногда Оглуева.
В 1910-х годах работал артистом Суворинского (Малого) театра на Фонтанке, также был ведущим актёром труппы театра «Гиньоль».
С большим успехом прошла в театре премьера новой пьесы Вал. Трахтенберга «Роковая женщина». Особенно хороши были: Пётр Кузнецов, Н. Володарская и В. А. ГреминЕженедельник Петроградских государственных академических театров
Умер в 1940 году в Ленинграде.

## Роли в театре
- Марн («Безумец и смерть»)
- Граф Д’Монтье («Операция профессора Дуаэна» «Судьба Дуаэна», «Кто убийца?»)
- Леон Бирн («Игра в смерть»)
- Эдмон Ренмар («Полубог»)
- Октав Кордье («Преступление Анны Кордье»)
- Граф Ланской («Немой звонарь»)
- Лука Мартине («Он»)
- Падре Антонио («Чёрная рука»)
- Друг («Заглянувший в бездну»)
- Человек («Человек, который видел дьявола»)
- Джон Мессон («Тайна „Пороховой бочки“»)
- Военный прокурор Игнацио Вирда («В когтях дьявола»)
- Беспалов («Спасайтесь»)
- Сегварт («В 23-м этаже»)
- Виноторговец Эмиль Дор («Роковая женщина»)

## Фильмография
- 1923 — «Дворец и крепость» — смотритель
- 1925 — «Вздувайте горны»
- 1925 — «Палачи» — граф Нагродский / Григорий Распутин
- 1927 — «Ордер на жизнь» — Гирев
- 1927 — «Турбина № 3» — Инженер Сущинский
- 1928 — «Два броневика» — Тюкин
- 1928 — «Джой и Дружок» — доктор Скворцов
- 1928 — «Железная лошадь»
- 1928 — «Золотой мёд» — председатель завкома
- 1928 — «Мятеж» — Семенчук
- 1928 — «Третья жена муллы»
- 1929 — «Ледяная судьба» («В бухте золотых песцов»)
- 1930 — «Голубой песец» — Зинич
- 1930 — «Заговор мёртвых» — предатель
- 1937 — «Пётр Первый» (1-я серия) — Вяземский